# Tizi Ouzou
Tizi Ouzou là một đô thị thuộc tỉnh Tizi Ouzou, Algérie. Dân số thời điểm năm 2002 là 117.259 người.